# Agrelleta
Rumex acetosella, coneguda vulgarment com a agrella, agrella graminera, agrelleta, agrelló o sang de Jesucrist, és una planta de la família de les poligonàcies. Les seues subespècies són les comunes "males herbes" perennes.

## Morfologia

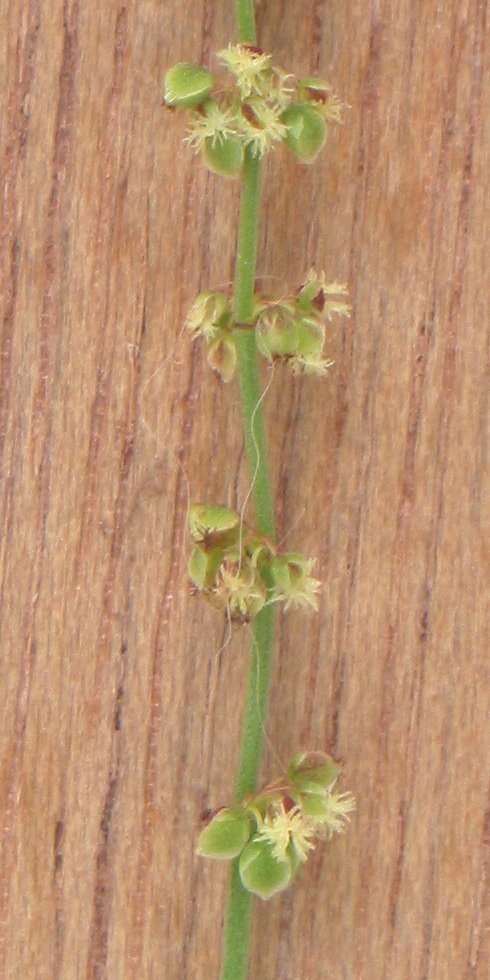
Detall de les flors de l'agrelleta

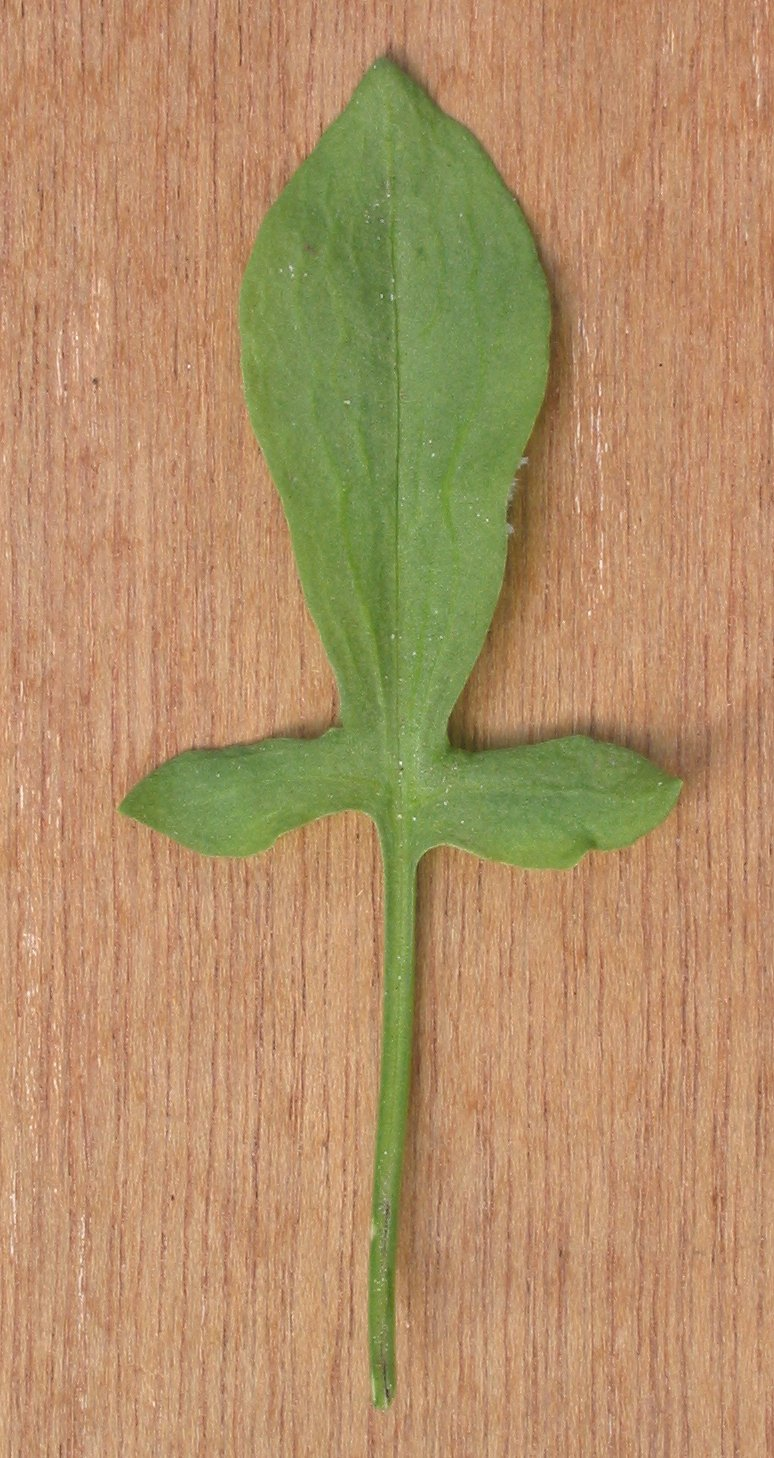
Detall d'una fulla d'agrelleta

Planta hemicriptòfita d'uns 10 a 70 centímetres, les fulles de la qual tenen forma de fletxa, llargues i rígides. Les tiges són d'un roig profund. Els brots eixien d'un rizoma molt agressiu. Les flors naixen d'una tija alta i dreta. Les flors femenines, són de color de granat.

## Hàbitat
La planta és oiginària d'Euràsia, però s'ha introduït per la major part de l'hemisferi Nord. A l'Amèrica del Nord és una "mala herba" comuna en els camps, prats i boscos. Li agrada la terra humida, per això creix a les planes al·luvials, i prop de pantans. Sovint és una de les primeres espècies a afermar-se en les zones pertorbades, com els llocs miners abandonats, especialment si el sòl és àcid. El bestiar pot pasturar-la, encara que no és gaire nutritiva i conté oxalats que la fan tòxica, en grans quantitats. L'agrelleta es considera àmpliament considerada com una herba nociva, i molt difícil de limitar a causa de la gran capacitat de difusió del seu rizoma.
Rumex acetosella és una planta hoste per a Lycaena phlaeas, també coneguda com a rogeta o rotgeta.

## Gastronomia
L'agrelleta també és utilitzada en la gastronomia Com amb els espinacs, la decocció de les fulles elimina l'àcid oxàlic.

## Composició fitoquímica
Rumex acetosella conté components com el beta carotè, àcid tàrtric, oxalats (àcid oxàlic), glucòsids, entre altres substàncies.

## Usos mèdics
Aquesta planta ha tingut una sèrie d'usos i remeis populars que inclouen el tractament de les inflamacions, el càncer, la diarrea, l'escorbut i la febre. Un té fet de l'arrel i les fulles es pot emprar com un diürètic. També té propietats astringents. Altres usos històrics inclouen el fet de ser un vermífug, puix que la planta suposadament conté compostos tòxics per als paràsits intestinals (cucs).
El seu suposat ús com un tractament contra el càncer, generalment considerat com un remei popular, és degut al fet que és el principal ingredient d'una preparació a la qual es fa referència comunament pel nom d'Essiac.